# Liste des chefs d'État allemands
Cet article présente la liste des chefs d'État allemands depuis l'unification du pays et la proclamation de l'Empire allemand en 1871.

## Contexte
Avant l'unification en 1871, l'Allemagne était composée d'une multitude d'États. Ce n'est qu'à partir du XIXe siècle qu'on peut parler d'un « État allemand ». En effet, l'« Allemagne » en tant qu'un État uni date de 1871, lors de la proclamation de l'Empire allemand dans la galerie des Glaces après la guerre franco-allemande de 1870. Cependant, juridiquement parlant, l'Empire proclamé à cette date, et par suite les régimes qui l'ont suivi dans la continuité avec la même identité juridique, est lui-même identique à la Confédération de l'Allemagne du Nord formée dès 1867 : l'Empire est le même État que la Confédération, pas un État qui aurait succédé à la Confédération. L'« État allemand » date donc, juridiquement parlant, de 1867, avec des différences territoriales notoires.

## Liste

### République de Weimar
- Friedrich Ebert (SPD), président de la République de Weimar du 11 février 1919 au 28 février 1925
- Maréchal Paul von Hindenburg, président de la République de Weimar du 12 mai 1925 au 2 août 1934

### Troisième Reich
- Adolf Hitler (NSDAP), Führer est chancelier du Reich du 30 janvier 1933 au 30 avril 1945, se suicide à cette date à Berlin
- Amiral Karl Dönitz (NSDAP), président du Reich du 1er mai 1945 au 23 mai 1945

En 1945, défaite de l'Allemagne à l'issue de la Seconde Guerre mondiale (capitulation du 8 mai 1945, le gouvernement nazi du IIIe Reich cesse d'exister le 23 mai 1945 et le pays est administré par les Alliés de 1945 à 1949.
En 1949, deux États sont créés (RDA en zone d'occupation soviétique et RFA dans les zones d'occupation américaine, britannique et française).

### République démocratique allemande
La zone d'occupation soviétique est devenue un État communiste, appelée RDA de 1949 à 1990 (réunification allemande).
| N° | Portrait | Nom                  | Élection | Début de mandat   | Fin de mandat     | Parti |
| -- | -------- | -------------------- | -------- | ----------------- | ----------------- | ----- |
| -  |          | Johannes Dieckmann   | Intérim  | 7 octobre 1949    | 11 octobre 1949   | LDPD  |
| 1  |          | Wilhelm Pieck        | 1949     | 11 octobre 1949   | 7 septembre 1960  | SED   |
| -  |          | Johannes Dieckmann   | Intérim  | 7 septembre 1960  | 12 septembre 1960 | LDPD  |
| 2  |          | Walter Ulbricht      | 1960     | 12 septembre 1960 | 1er août 1973     | SED   |
| -  |          | Friedrich Ebert      | Intérim  | 1er août 1973     | 3 octobre 1973    | SED   |
| 3  |          | Willi Stoph          | 1973     | 3 octobre 1973    | 29 octobre 1976   | SED   |
| 4  |          | Erich Honecker       | 1976     | 29 octobre 1976   | 18 octobre 1989   | SED   |
| 5  |          | Egon Krenz           | 1989     | 24 octobre 1989   | 6 décembre 1989   | SED   |
| 6  |          | Manfred Gerlach      | 1989     | 7 décembre 1989   | 5 avril 1990      | LDPD  |
| -  |          | Sabine Bergmann-Pohl | Intérim  | 5 avril 1990      | 2 octobre 1990    | CDU   |

### République fédérale d'Allemagne
La constitution de la République fédérale d'Allemagne (dénomination de l'Allemagne actuelle, et entre 1949 et 1990 de l'Allemagne de l'Ouest) a rétabli, au sommet de l'État, un poste, essentiellement honorifique et de représentation, de président de la République, qui porte le titre de président fédéral (Bundespräsident).
| N° | Portrait | Nom                     | Élection         | Début de mandat   | Fin de mandat    | Parti |
| -- | -------- | ----------------------- | ---------------- | ----------------- | ---------------- | ----- |
| 1  |          | Theodor Heuss           | 1949             | 13 septembre 1949 | 17 juillet 1954  | FDP   |
| 1  | 1954     | Theodor Heuss           | 17 juillet 1954  | 12 septembre 1959 |                  | FDP   |
| 2  |          | Heinrich Lübke          | 1959             | 13 septembre 1959 | 1er juillet 1964 | CDU   |
| 2  | 1964     | Heinrich Lübke          | 1er juillet 1964 | 30 juin 1969      |                  | CDU   |
| 3  |          | Gustav Heinemann        | 1969             | 1er juillet 1969  | 30 juin 1974     | SPD   |
| 4  |          | Walter Scheel           | 1974             | 1er juillet 1974  | 30 juin 1979     | FDP   |
| 5  |          | Karl Carstens           | 1979             | 1er juillet 1979  | 30 juin 1984     | CDU   |
| 6  |          | Richard von Weizsäcker  | 1984             | 1er juillet 1984  | 23 mai 1989      | CDU   |
| 6  | 1989     | Richard von Weizsäcker  | 23 mai 1989      | 30 juin 1994      |                  | CDU   |
| 7  |          | Roman Herzog            | 1994             | 1er juillet 1994  | 30 juin 1999     | CDU   |
| 8  |          | Johannes Rau            | 1999             | 1er juillet 1999  | 30 juin 2004     | SPD   |
| 9  |          | Horst Köhler            | 2004             | 1er juillet 2004  | 23 mai 2009      | CDU   |
| 9  | 2009     | Horst Köhler            | 23 mai 2009      | 31 mai 2010       |                  | CDU   |
| -  |          | Jens Böhrnsen           | Intérim          | 31 mai 2010       | 2 juillet 2010   | SPD   |
| 10 |          | Christian Wulff         | 2010             | 2 juillet 2010    | 17 février 2012  | CDU   |
| -  |          | Horst Seehofer          | Intérim          | 17 février 2012   | 18 mars 2012     | CSU   |
| 11 |          | Joachim Gauck           | 2012             | 18 mars 2012      | 18 mars 2017     | Sans  |
| 12 |          | Frank-Walter Steinmeier | 2017 2022        | 19 mars 2017      | en fonction      | SPD   |

En cas de vacance du poste, c'est le président du Conseil fédéral (Bundesrat), la Chambre haute allemande, qui assure l'intérim.